# 大川と小川の時短捜査
『大川と小川の時短捜査』（おおかわとおがわのじたんそうさ）は2022年9月12日にテレビ東京系「月曜プレミア8」枠で放送されたテレビドラマ。主演は松重豊と濱田岳のダブル主演。
2024年9月30日に放送された第2作のタイトルは、『大川と小川の休日捜査』。

## キャスト

### 主要人物
大川勇治
演 - 松重豊
刑事課に働き方改革を啓発する警務課の係長。優秀な刑事であったが母を亡くした息子との生活を優先して警務課に異動している。
小川満
演 - 濱田岳
烏山警察署の刑事課強行犯係に異動してきたばかりの刑事。体育会系のノリの刑事課になじめず、元ベテラン刑事の大川に捜査の協力を求める。

### 烏山警察署

#### 刑事課強行犯係 山根班
丸山啓子
演 - 夏帆（第1作）
刑事。
横田雅彦
演 - 迫田孝也
刑事。主任。
山根茂之
演 - 橋本じゅん
班長。
斎藤慎一
演 - 水間ロン
刑事。
近藤芳男
演 - 水石亜飛夢
刑事。
岡島早紀
演 - 石井杏奈（第2作）
新人刑事。

#### 上層部
相原和也
演 - 相島一之
刑事課・課長。
柳田賢二
演 - 光石研
副署長。
岡村智之
演 - 浜田信也（第1作）
署長。

### 大川勇治の関係者
大川さやか
演 - 冨波心
娘。
大川良平
演 - 斎藤汰鷹
息子。

### ゲスト

#### 第1作
高木明
演 - 山中聡
IT企業「サイバーグ社」社長。カリウム製剤が混入した薬を服用し不審死を遂げる。
前田崇
演 - 吉沢悠
IT企業「サイバーグ社」専務。
吉川洋介
演 - 長谷川朝晴
IT企業「サイバーグ社」人事部・部長。
飯島弥生
演 - 小西桜子
IT企業「サイバーグ社」人事部。
警備員
演 - バッファロー吾郎A
「サイバーグ社」警備員。
中田沙織
演 - 戸苅ニコル沙羅
「赤いリボン連続殺人事件」と思われる遺体で見つかった被害者。「サイバーグ」にも在籍したことのある派遣社員。
山田俊之
演 - 見津賢
元「サイバーグ社」社員。過労が疑われる心筋梗塞で死去した。
吉川涼子
演 - 稲村優奈
吉川洋介の妻。
吉川太一
演 - 小山蒼海
吉川洋介の息子。
医師
演 - 石田晃一
吉川洋介の主治医。低血糖症と診断する。
カップル
演 - 原舞歌、青木崇史
「赤いリボン連続殺人事件」の遺体を発見する。
薬局の店員
演 - 花原雅子
小川に防犯カメラの映像を提供する。
記者
演 - 堀文明
署内報の取材で小川をインタビューする。
「サイバーグ社」社員
演 - 松田陸、森藤陸、中津川巧

#### 第2作
須藤圭子
演 - 比嘉愛未
レジャー関係の分野を得意とするライター。山梨のキャンプ場で大川小川の前から忽然と姿を消した。
須藤涼子
演 - 岡本玲
圭子の妹。総合商社勤務。
奥村正樹
演 - 白石隼也
涼子の婚約者。
奥村美枝子
演 - 筒井真理子
正樹の母親。弁護士。須藤姉妹のことも17年前からよく知る。
須藤靖夫
演 - 石井正則
須藤姉妹の父親。アオイ製薬勤務の時、顧客データ流出および企業恫喝に関わったと疑われ、電車に飛び込み自殺したとされている。
丸山栄一
演 - 山西惇
レストラン「コンデュトーレ」オーナー。大学の軽音部では須藤靖夫の仲間だった。
志村英治
演 - 永岡佑
東祖師谷の路上で刺殺された男性。出版社「S-LIFEマガジン社」経営。
志村玲子
演 - 樹谷奈央子
英治の妻。須藤圭子との不倫を疑っている。
井本清造
演 - ベンガル
山梨の倉岳山で山菜を採って暮らす男性。須藤圭子を見かけたと証言していた。
岡村修、山西治
演 - 大西武志、林家たま平
山梨県警大月中央署生安課の刑事。
川村
演 - 山中敦史
大川と親しい鑑識課員。
従業員
演 - 倉貫匡弘
「コンデュトーレ」従業員。他の従業員と共に志村英治のことを知らないと答える。
男性
演 - 城野マサト
キャンプ場で須藤圭子を見つめる怪しいサングラスの男。

## スタッフ
- 脚本 - 尾崎将也
- 監督 - 松本佳奈
- 音楽 - 石塚徹、田井千里、山根美和子、山口雄太
- 音楽プロデューサー - 田井モトヨシ
- フードコーディネーター - はらゆうこ
- 助監督 - 坂梨有剋、安原正恭
- 警察監修 - 佐々木成三
- 技術協力 - アップサイド、サウンドライズ
- チーフプロデューサー - 中川順平
- プロデュース - 濱谷晃一、藤掛匡史、佐々木梢
- 制作協力 - PROTX
- 制作 - テレビ東京、BSテレ東

## 放送日程
| 話数 | 放送日         | タイトル             |
| ---- | -------------- | -------------------- |
| 1    | 2022年09月12日 | 大川と小川の時短捜査 |
| 2    | 2024年09月30日 | 大川と小川の休日捜査 |